# Scary Monsters (And Super Creeps) (canção)
"Scary Monsters (And Super Creeps)" é uma canção escrita por David Bowie e a faixa-título do seu álbum Scary Monsters (and Super Creeps), de 1980. A faixa também foi lançada como o terceiro single do álbum em janeiro de 1981. Vindo no rastro dos dois singles anteriores de Scary Monsters, "Ashes to Ashes", de agosto de 1981, e "Fashion", de setembro do mesmo ano, Roy Carr e Charles Shaar Murray, críticos da NME, rotularam o terceiro single como um exemplo da "boa e velha tradição de sugar álbuns ao máximo do seu valor."
Musicalmente, a faixa é notável pelo trabalho de Robert Fripp na guitarra principal e pela distinta percussão de sintetizador. A letra, cantada por Bowie com um sotaque cockney exagerado, trata do ostracismo de uma mulher e seu declínio até a loucura ("When I looked in her eyes they were blue but nobody home... Now she's stupid in the street and she can't socialise" - "Quando olhei em seus olhos, eles estavam azuis, mas não havia ninguém ali... Agora ela está como uma besta na rua e não consegue socializar"). Tematicamente, a letra foi comparada a "She's Lost Control" (1979), do Joy Division, e ao "romance claustrofóbico" das colaborações de Iggy Pop com Bowie, The Idiot  e Lust for Life, ambos de 1977.
A versão em single chegou ao número 20 nas paradas britânicas. A faixa foi lançada em vinil de sete polegadas e em fita cassete. Desde então, Bowie tocou a canção em várias de suas turnês.

## Faixas
1. "Scary Monsters (And Super Creeps)" (Bowie) – 3:27
2. "Because You're Young" (Bowie) – 4:51

A versão francesa do single tem "Up the Hill Backwards" como Lado B.

## Créditos
- Produtores:
  - Tony Visconti
  - David Bowie
- Músicos:
  - David Bowie: vocal, teclado
  - Robert Fripp: guitarra
  - George Murray: baixo
  - Dennis Davis: bateria
  - Tony Visconti: violão em "Scary Monsters (And Super Creeps)"

## Tabelas musicais
| Tabela musical (1981)          | Posição mais alta |
| ------------------------------ | ----------------- |
| Reino Unido - UK Singles Chart | 20                |
| Irlanda - Irish Singles Chart  | 17                |

## Versões ao vivo
- Uma performance ao vivo gravada em 12 de setembro de 1983 aparece no filme Serious Moonlight, do mesmo ano.
- Bowie tocou a canção no Saturday Night Live em 8 de fevereiro de 1997. Esta versão posteriormente foi lançada no álbum Saturday Night Live - 25 Years Volume 1.
- Bowie e Reeves Gabrels tocaram uma versão country acústica da faixa para a estação de rádio WRXT em Chicago II em 16 de outubro de 1997.
- Bowie tocou a canção com o Nine Inch Nails várias vezes durante a turnê do álbum Outside.

## Outros lançametos
- A canção foi lançada nas seguintes compilações:
  - Golden Years (1983) – versão do álbum
  - The Singles Collection (1993) – versão do álbum
  - Best of Bowie (2002) – edição do single
  - The Platinum Collection – edição do single
  - The Best of David Bowie 1980/1987 (2007) – edição do single
  - Nothing Has Changed (2014) (versão de três CDs) – edição do single
- A faixa também está presenta na trilha sonora do jogo para PlayStation Gran Turismo (1998).

## Covers
- Frank Black - gravação ao vivo (com David Bowie) (1997)
- Ex-Voto - Goth Oddity: A Tribute to David Bowie (1999)
- Sepulcrum Mentis - The Dark Side of David Bowie: A Tribute to David Bowie (1997)
- Superchunk - Cup of Sand (2003)
- Tides of Mars - .2 Contamination: A Tribute to David Bowie (2006)
- UFX - Faixa bônus da reedição de 2013 de Sick Sick Sex (2008)
- Depussy - Pink Dolphin Music Presents: Scary Monsters (an electronic tribute) (2019)